# 브루나이 국가 올림픽 평의회
브루나이 국가 올림픽 평의회(말레이어: Majlis Olimpik Kebangsaan Negara Brunei Darussalam, 영어: Brunei Darussalam National Olympic Council)는 브루나이를 대표하는 국가 올림픽 위원회이다. IOC 코드는 BRU이다. 본부는 반다르스리브가완에 있으며 아시아 올림픽 평의회에 소속되어 있다.
1984년에 설립했으며 같은 해에 국제 올림픽 위원회의 승인을 받았다. 올림픽, 아시안 게임, 코먼웰스 게임, 동남아시아 경기 대회를 비롯한 국제 스포츠 대회에 참가하는 브루나이의 선수들을 대표한다.

## 같이 보기
- 올림픽 브루나이 선수단